# Targhe d'immatricolazione della Polonia

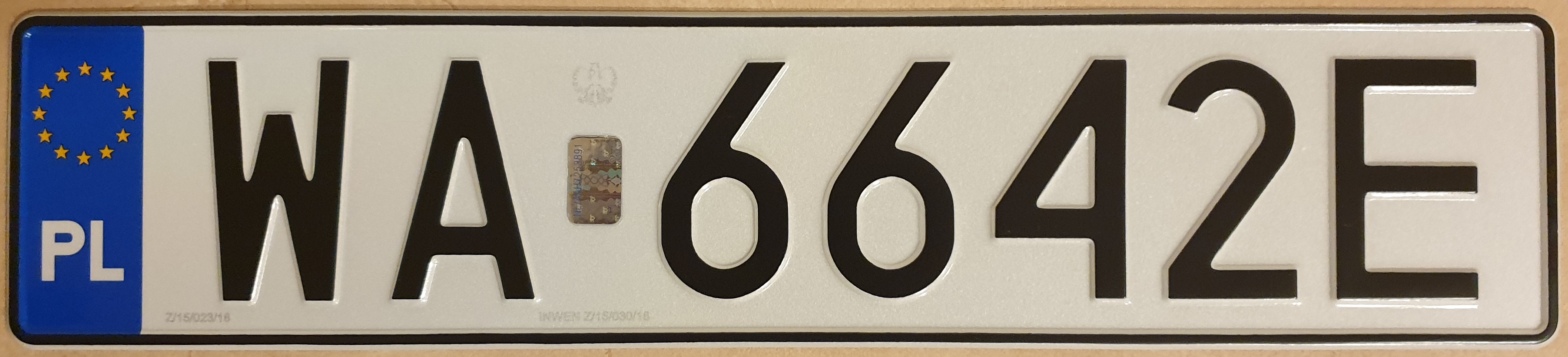
Formato standard con ologramma emesso dal 2018

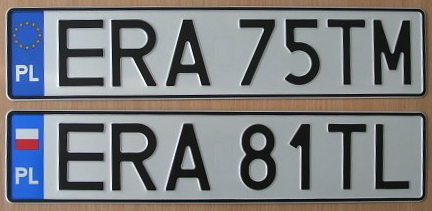
La grafica in uso dal 1º maggio 2000 al 30 aprile 2006 (in basso) e quella utilizzata dal 1º maggio 2006 al 31 dicembre 2017 (in alto)

Le targhe d'immatricolazione della Polonia vengono utilizzate per identificare i veicoli immatricolati nel paese dell'Europa centrale.

## Caratteristiche ed evoluzione del sistema dal 2000

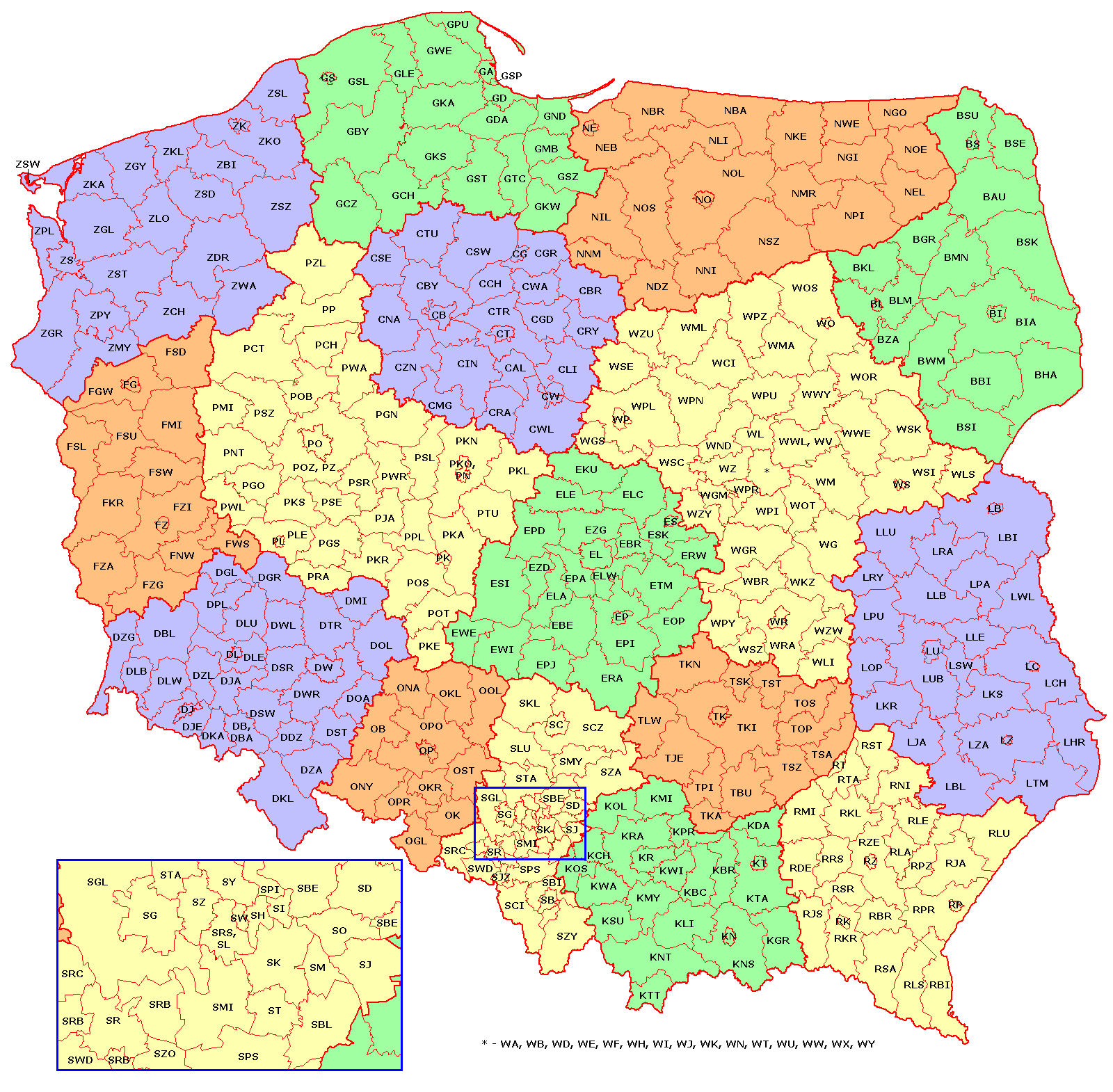
Carta con la suddivisione della Polonia in voivodati e le sigle identificative usate nelle targhe d'immatricolazione da maggio 2000

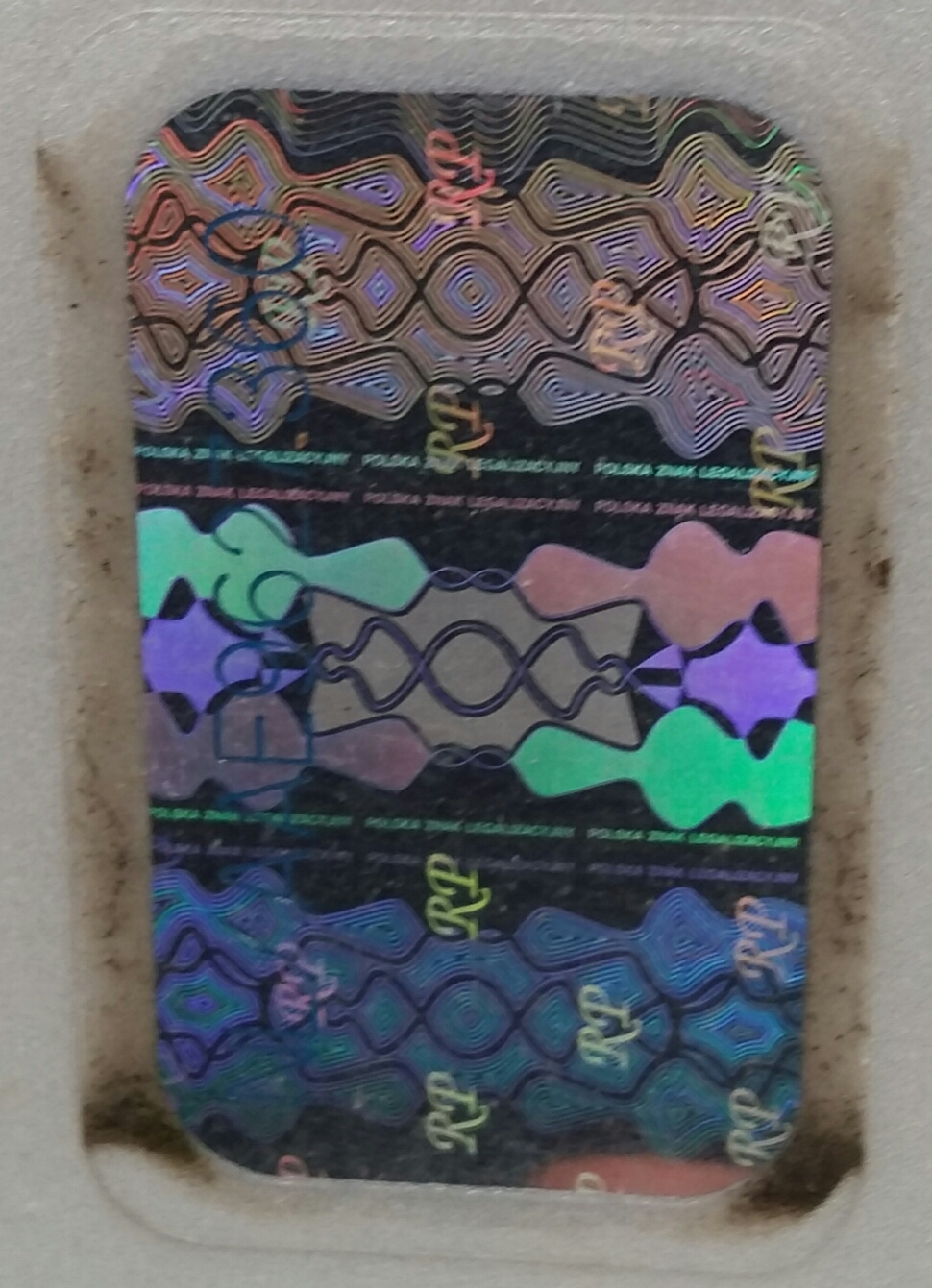
Bollino anticontraffazione

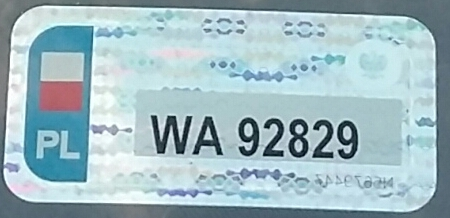
Bollino di controllo (non più obbligatorio dal 4 settembre 2022)

Nelle targhe introdotte il 1º maggio 2000 la prima (l'unica nelle targhe ridotte per autoveicoli) lettera identifica il voivodato, mentre le lettere successive (due o una), indicano il distretto o, nel solo caso di Varsavia, i quartieri della capitale.
La lettera del voivodato è seguita da un blocco alfanumerico che inizia con una cifra da 0 a 9 nelle sole targhe personalizzate e provvisorie (vd. infra). 
Le lettere utilizzate sono quelle dell'alfabeto latino eccettuata la "Q", sono pertanto escluse lettere con accenti o segni diacritici usate invece in altri Stati, in Germania per esempio. A fine luglio del 2002 sono state modificate la "M" e la  "W". Il font adottato è una variante del DIN 1451. A sinistra è posizionata una banda blu verticale con la sigla automobilistica internazionale PL (a caratteri bianchi) in basso, sopra la quale dal 2000 fino al 30 aprile 2006 si trovava la bandiera della Polonia, che dal 1º maggio dell'anno suddetto è stata sostituita dalle dodici stelle in circolo simbolo dell'Unione Europea.
Nelle targhe posteriori su due linee per autoveicoli e in quelle dei motoveicoli la banda blu è seguita dalla sigla del voivodato e del distretto sulla riga superiore, una serie alfanumerica variabile occupa la linea inferiore.
Fra la sigla dell'area di provenienza e il blocco alfanumerico, da gennaio 2018 è impresso su ogni targa emessa da maggio 2000 un ologramma di forma rettangolare: si tratta dello sticker di legalizzazione o anticontraffazione. Questo, all'atto dell'immatricolazione, viene fornito in tre copie: una (30 × 10 mm) va incollata sul libretto di circolazione, le due restanti (30 × 20 mm) su entrambe le targhe. 
Dal 10 luglio 2020 a tutte le targhe prodotte vengono applicati elementi marcati al laser che garantiscono un'ulteriore protezione contro la contraffazione.
Un secondo bollino, quello di controllo (50 × 100 mm), con contorno olografico e targa stilizzata da applicare sul parabrezza nell'angolo inferiore destro, non è più obbligatorio dal 4 settembre 2022. 
Inizialmente, per ottemperare a una circolare europea, erano state emesse targhe con soli sette caratteri, in modo da renderne più agevole la lettura. Tuttavia, essendo il sistema delle sigle distrettuali misto, con capoluoghi indicati da due o tre lettere, ciò comportava che per non superare i sette caratteri, le targhe delle province con tre lettere dovessero contenere solo quattro caratteri alfanumerici in luogo dei cinque presenti nelle targhe di quelle con due lettere, seguendo una numerazione che partiva da quattro cifre e introducendo in seguito prima una lettera in tutte e quattro le posizioni possibili, poi due. Ciononostante in alcune aree densamente popolate tale scelta si è rivelata sbagliata e, per ovviare all'esaurimento delle combinazioni possibili, non volendo optare per l'uso di più di due lettere nel blocco alfanumerico (dato che ciò avrebbe introdotto nel sistema l'uso di parole e in Polonia le targhe personalizzate sono costose), si è deciso di emettere, nelle sole province che hanno esaurito le combinazioni possibili, targhe a otto caratteri, in cui la combinazione alfanumerica sale a cinque cifre anche nelle province con sigle costituite da tre lettere. Solamente nei distretti in questione si è quindi provveduto a rimpicciolire la dimensione di numeri e lettere per far posto all'ottavo carattere. Nelle targhe con sigle a tre lettere alcune combinazioni (fra cui WZY 1234 e WZY 123A, dove W indica il voivodato e ZY il distretto, in questo caso di Żyrardów) sono state escluse per evitare coincidenze alfanumeriche con il precedente sistema, in vigore dal 1976 fino al 30 aprile 2000. 
Va inoltre segnalata la particolarità sopra accennata della capitale, in cui ogni quartiere è identificato da una sigla distinta. Tale decisione è stata presa per ovviare all'altissimo numero di immatricolazioni e reimmatricolazioni (in Polonia la targa deve essere cambiata se si cambia residenza).

## Dimensioni e serie alfanumeriche in uso

### Dimensioni

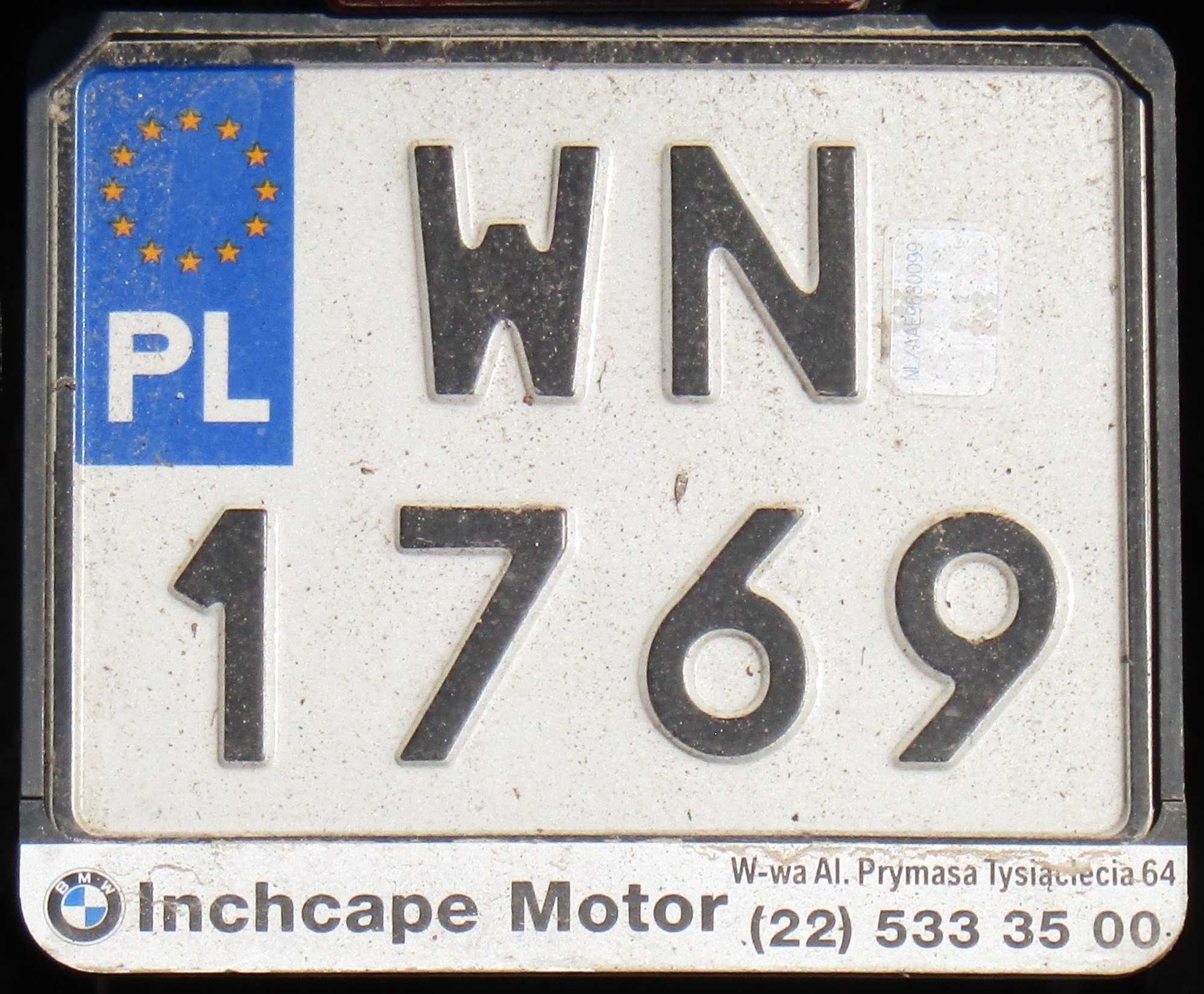
Targa di un motociclo

- Formato su unica linea per autoveicoli: 520 × 114 mm
- Formato su doppia linea per autoveicoli: 305 × 214 mm
- Formato ridotto per autovetture con l'alloggiamento per la targa posteriore limitato: 305 × 114 mm (dal 1º luglio 2018)
- Formato per motocicli e scooter: 190 × 150 mm
- Formato per ciclomotori: 140 × 114 mm

### Serie alfanumeriche

#### Legenda
X = lettera identificativa del voivodato. 
Y(Z) = sigla identificativa del distretto o città. 
A(B) = lettera/e seriale/i (oltre alla Q, non sono usate la B, la D, la I, la O e la Z).

#### Autovetture, camion e autobus
- XY 12345
- XY 1234A
- XY 123AB
- XY 1A234
- XY 1AB23
- XYZ A123
- XYZ 12AB

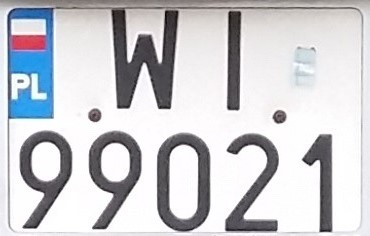
Formato su doppia linea (del tipo cessato nel 2006) per autoveicoli

- XYZ 123A (solo in alcuni distretti)

- XYZ 1A23 (la prima cifra non può essere 0)
- XYZ 12A3 (l'ultima cifra non può essere 0)
- XYZ 1AB2 (nessuna delle cifre può essere 0)
- XYZ AB12
- XYZ 12345
- XYZ 1234A
- XYZ 123AB

#### Motoveicoli, ciclomotori e macchine agricole
- XY 1234
- XY 123A

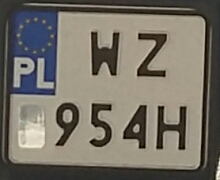
Targa di un ciclomotore con serie del tipo XY 123A

- XY 1A23 (la prima cifra non può essere 0)
- XY 12A3 (l'ultima cifra non può essere 0)
- XY 12AB
- XY AB12
- XYZ A123

- XYZ 12AB
- XYZ 1A23 (la prima cifra non può essere 0)
- XYZ 12A3 (l'ultima cifra non può essere 0)
- XYZ 1AB2 (nessuna cifra può essere 0)
- XYZ AB12
- XYZ A12B
- XYZ A1BC (la cifra non può essere 0)

#### Autovetture con vano targa di lunghezza ridotta

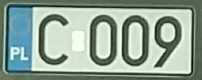
Formato ridotto (del tipo "X 123") emesso da luglio 2018

- X 123
- X 12A
- X 1A2
- X A12

- X 1AB
- X AB1
- X A1B

## Varianti del formato standard

### Targhe personalizzate
- X1 ABC(DE)

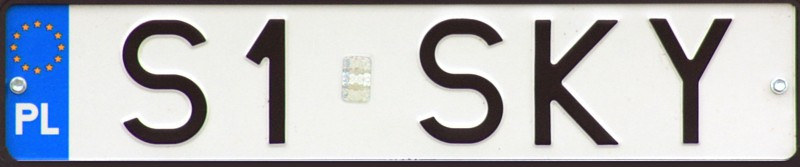
Targa personalizzata

Le dimensioni dei formati e i colori sono identici a quelli delle targhe ordinarie. Ogni targa personalizzata deve iniziare con la lettera identificativa del voivodato; questa è seguita da una cifra e da uno spazio. I restanti caratteri, che variano da tre a cinque, possono essere scelti dal proprietario, tuttavia il primo carattere dopo lo spazio dev'essere una lettera, non viene utilizzata la "Q", la combinazione non deve formare parole offensive, non ci possono essere più di due cifre alla fine della sequenza alfanumerica. La sovrattassa attuale ammonta a circa 240 €.

### Veicoli elettrici o alimentati a idrogeno

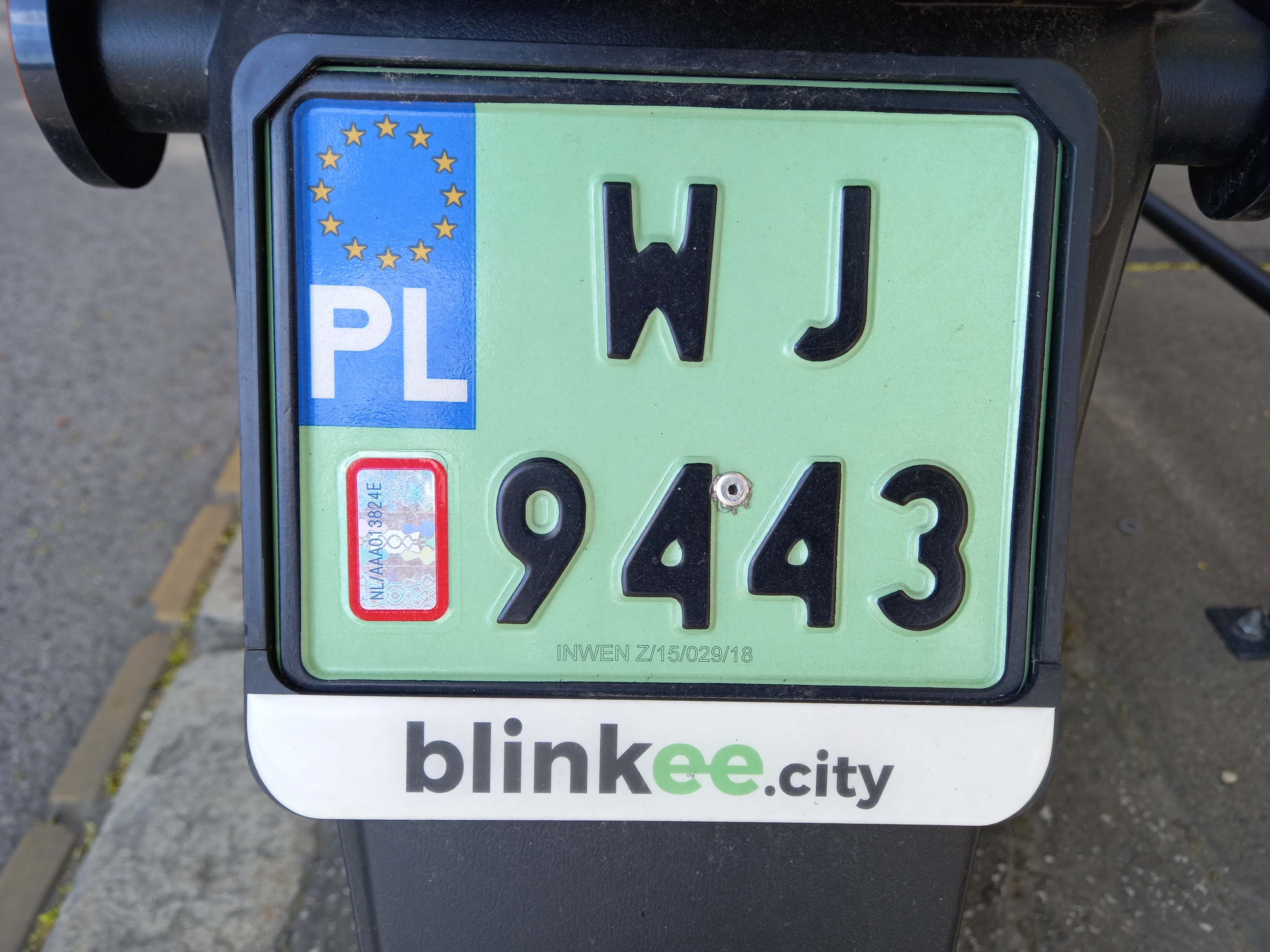
Formato per ciclomotori elettrici

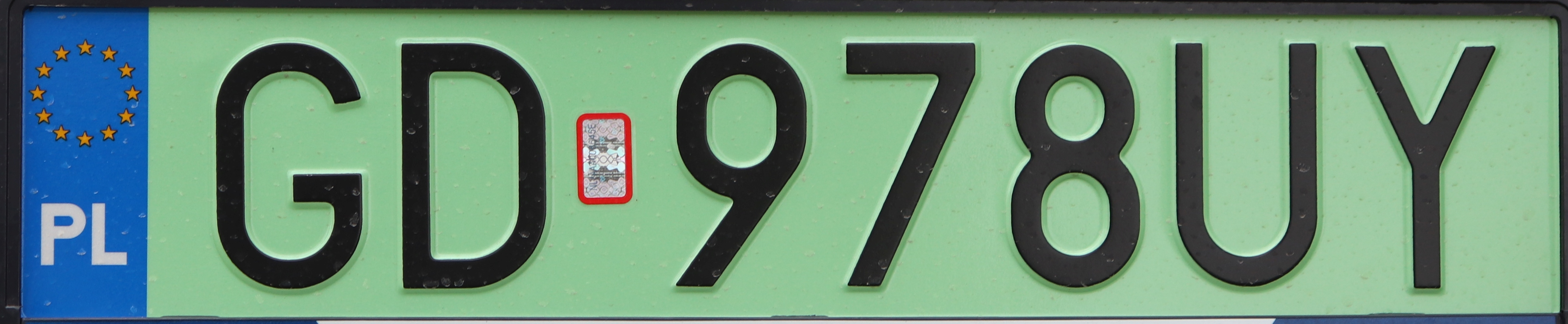
Targa di un'autovettura elettrica di Danzica città

Le serie sono identiche a quelle sopra elencate per le varie categorie di veicoli; non sono previste numerazioni distinte. 
Queste targhe, con caratteri neri su fondo verde chiaro, sono state introdotte a gennaio del 2020 per i veicoli a zero emissioni la cui fonte di energia non è la combustione di idrocarburi. Possono essere rilasciate per autoveicoli (con formato su unica o doppia linea oppure ridotto), macchine agricole, motoveicoli nonché ciclomotori, anche come targhe personalizzate (eccetto i ciclomotori). Il proprietario di un veicolo di questo tipo, se lo ha precedentemente immatricolato utilizzando targhe ordinarie, può richiedere una nuova targa con tale formato senza far modificare il numero di immatricolazione.

### Targhe diplomatiche
- W 012345

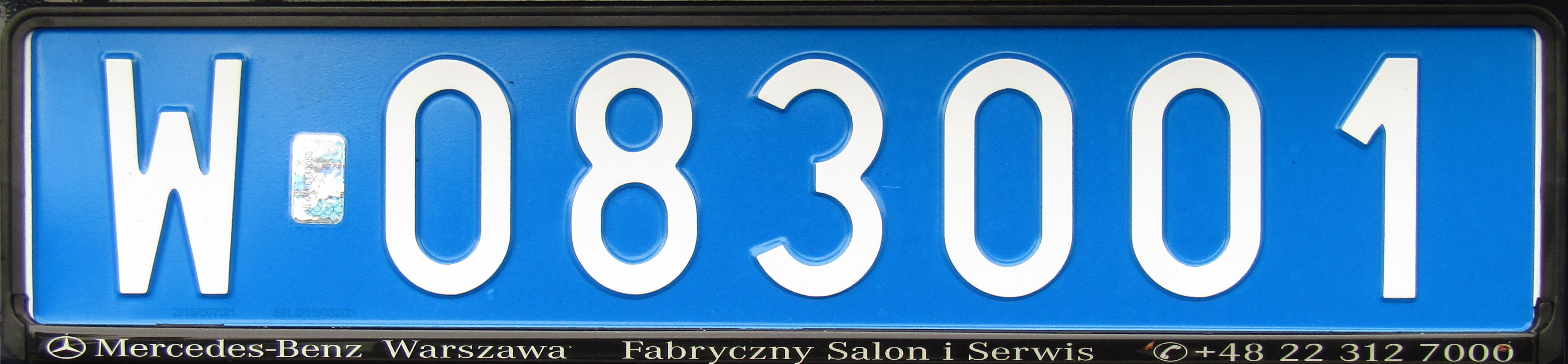
Targa diplomatica del tipo in uso: 083 = Ucraina, quarta cifra "0" = veicolo privato del personale

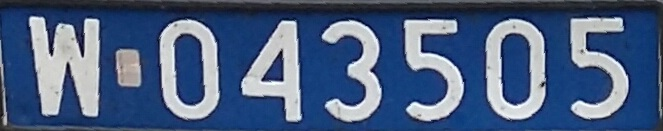
Formato introdotto nel 2000 e cessato nel 2002 (043 = Venezuela)

Nelle targhe diplomatiche, che dal 2002 hanno scritte bianche su sfondo blu elettrico (blu dal 2000 al 2002), la prima lettera è sempre una W ed è seguita da un numero di sei cifre: le prime tre identificano il Paese della rappresentanza o l'organizzazione internazionale a cui è intestato l'automezzo, le tre restanti indicano invece se il veicolo è privato o no e lo status del proprietario, in base al seguente schema:
- 001–099 - veicoli privati del personale diplomatico
- 200–299 - veicoli militari privati del personale diplomatico
- 300–499 - veicoli privati del personale non diplomatico
- 500–501 - vettura ufficiale di un capo missione
- 502–699 - veicoli commerciali di un'ambasciata
- 700–799 - veicoli privati del personale diplomatico di un consolato generale
- 801 - vettura ufficiale di un console
- 800, 802–899 - veicoli di servizio del personale diplomatico di un consolato generale
- 900–999 - veicoli ufficiali di un consolato generale

#### Codici numerici nelle targhe diplomatiche e Paesi od organizzazioni internazionali corrispondenti
| Numero | Stato / Organizzazione internazionale                             | Numero | Stato / Organizzazione internazionale                           | Numero | Stato / Organizzazione internazionale                    |
| ------ | ----------------------------------------------------------------- | ------ | --------------------------------------------------------------- | ------ | -------------------------------------------------------- |
| 001    | Stati Uniti                                                       | 002    | Regno Unito                                                     | 003    | Francia                                                  |
| 004    | Canada                                                            | 005    | Germania                                                        | 006    | Paesi Bassi                                              |
| 007    | Italia                                                            | 008    | Austria                                                         | 009    | Giappone                                                 |
| 010    | Turchia                                                           | 011    | Belgio                                                          | 012    | Danimarca                                                |
| 013    | Norvegia                                                          | 014    | Grecia                                                          | 015    | Australia                                                |
| 016    | Algeria                                                           | 017    | Afghanistan                                                     | 018    | Argentina                                                |
| 019    | Brasile                                                           | 020    | Bangladesh                                                      | 021    | Egitto                                                   |
| 022    | Ecuador                                                           | 023    | Finlandia                                                       | 024    | Spagna                                                   |
| 025    | Iraq                                                              | 026    | Iran                                                            | 027    | India                                                    |
| 028    | Indonesia                                                         | 029    | Colombia                                                        | 030    | Malaysia                                                 |
| 031    | Libia                                                             | 032    | Marocco                                                         | 033    | Messico                                                  |
| 034    | Nigeria                                                           | 035    | Pakistan                                                        | 036    | Portogallo                                               |
| 037    | Palestina                                                         | 038    | Siria                                                           | 039    | Svezia                                                   |
| 040    | Svizzera                                                          | 041    | Tunisia                                                         | 042    | Thailandia                                               |
| 043    | Venezuela                                                         | 044    | Uruguay                                                         | 045    | Perù                                                     |
| 046    | Yemen                                                             | 047    | Costa Rica                                                      | 048    | RD del Congo                                             |
| 049    | Israele                                                           | 050    | Nicaragua                                                       | 051    | Cile                                                     |
| 052    | Città del Vaticano                                                | 053    | Corea del Sud                                                   | 054    | Commissione europea                                      |
| 055    | Irlanda                                                           | 056    | Banca Mondiale                                                  | 057    | FMI                                                      |
| 058    | Filippine                                                         | 059    | Società finanziaria internazionale (IFC)                        | 060    | Sudafrica                                                |
| 061    | Ufficio per le istituzioni democratiche e i diritti umani (ODHIR) | 062    | Cipro                                                           | 063    | Kuwait                                                   |
| 064    | ACNUR                                                             | 065    | Russia                                                          | 066    | Slovacchia                                               |
| 067    | Rep. Ceca                                                         | 068    | Bulgaria                                                        | 069    | Ungheria                                                 |
| 070    | Romania                                                           | 071    | Vietnam                                                         | 072    | Serbia                                                   |
| 073    | Corea del Nord                                                    | 074    | Cuba                                                            | 075    | Albania                                                  |
| 076    | Cina                                                              | 077    | Mongolia                                                        | 078    | Organizzazione internazionale del lavoro (ILO)           |
| 079    | Organizzazione per la cooperazione delle ferrovie (OSJD)          | 080    | Club Diplomatico                                                | 081    | Laos                                                     |
| 082    | Angola                                                            | 083    | Ucraina                                                         | 084    | Banca europea per la ricostruzione e lo sviluppo (EBRD)  |
| 085    | Lituania                                                          | 086    | Bielorussia                                                     | 087    | Lettonia                                                 |
| 088    | Croazia                                                           | 089    | Libano                                                          | 090    | Slovenia                                                 |
| 091    | Guatemala                                                         | 092    | Estonia                                                         | 093    | Macedonia del Nord                                       |
| 094    | Moldavia                                                          | 095    | Israele                                                         | 096    | Armenia                                                  |
| 097    | Sri Lanka                                                         | 098    | Kazakistan                                                      | 099    | Arabia Saudita                                           |
| 100    | Georgia                                                           | 101    | Uzbekistan                                                      | 102    | Programma delle Nazioni Unite per gli insediamenti umani |
| 103    | Nuova Zelanda                                                     | 104    | Azerbaigian                                                     | 105    | Ordine di Malta                                          |
| 106    | Cambogia                                                          | 107    | Agenzia europea della guardia di frontiera e costiera (Frontex) | 108    | Lussemburgo                                              |
| 109    | Bosnia ed Erzegovina                                              | 110    | Panama                                                          | 111    | Qatar                                                    |
| 112    | Malta                                                             | 113    | Emirati Arabi Uniti                                             | 114    | Montenegro                                               |
| 115    | Senegal                                                           | 116    | Bangladesh                                                      | 117    | Ruanda                                                   |

### Veicoli storici
- XY 12A
- XY 123
- XYZ 1A

- XYZ 12
- XYZ A1

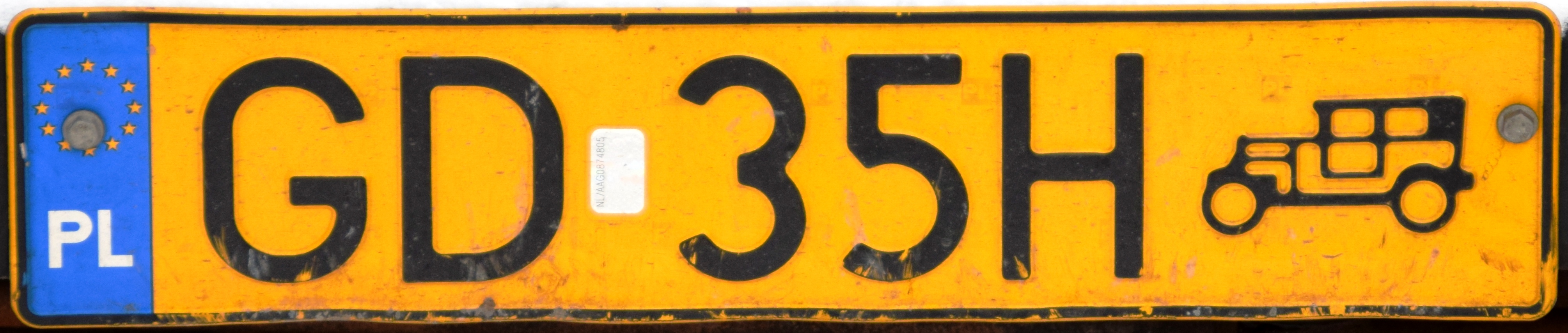
Targa d'immatricolazione di un'autovettura storica di Danzica città

I caratteri sono neri su fondo giallo con a destra il disegno stilizzato, applicato con la tecnologia laser, di un'auto o di una moto oldtimer. Soltanto veicoli immatricolati da oltre 25 anni, fuori produzione da almeno 15 anni e contenenti almeno il 25% di parti originali possono essere registrati come storici, oltre a modelli anche più recenti ma non prodotti in serie (prototipi). 
Dal 1º maggio 2023, in concomitanza con l'introduzione della targa per ciclomotori storici, che reca in basso a destra il simbolo inciso al laser della moto d'epoca, per tutti questi veicoli è disponibile il formato ridotto, con la serie costituita da tre caratteri posposti alla lettera identificativa del voivodato.

### Veicoli partecipanti a competizioni sportive

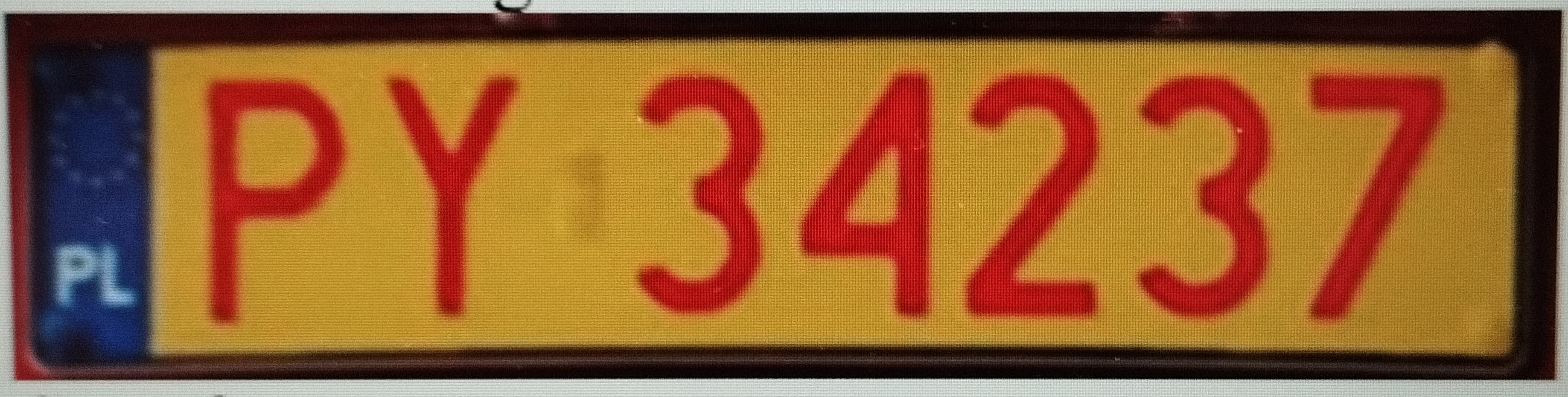
Esempio di formato per autoveicoli partecipanti a competizioni sportive

Il 1 giugno 2024 è stato introdotto un formato distinto per auto e moto partecipanti a competizioni sportive. Queste targhe sono provvisorie e presentano una base gialla, caratteri rossi e le stesse serie valide per le immatricolazioni ordinarie. I veicoli dotati di tali targhe non possono circolare nel traffico stradale quotidiano.

### Targhe provvisorie di transito
- X1 2345

- X1 234A

Serie introdotte il 1º luglio 2018:
- X 123
- X 12A
- X 1A2
- X A12

- X 1AB
- X AB1
- X A1B

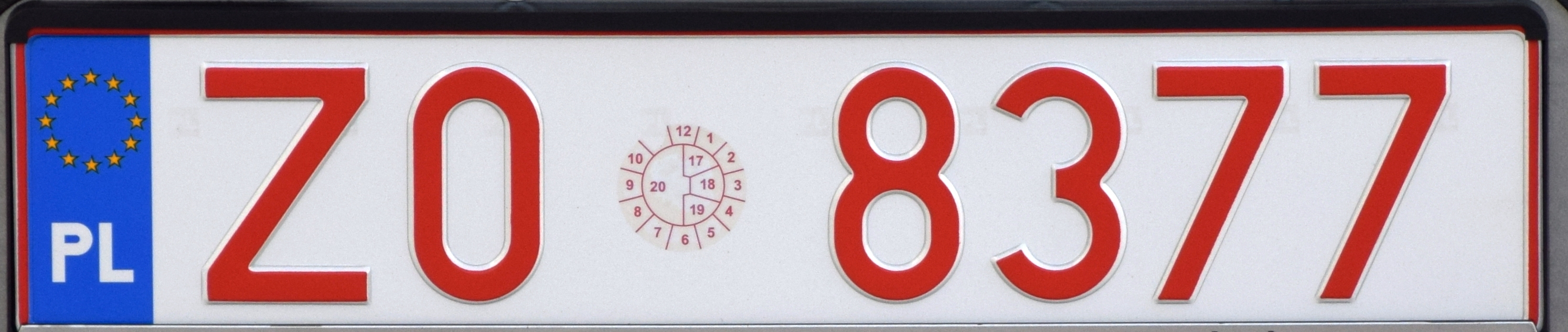
Targa provvisoria della Pomerania Occidentale

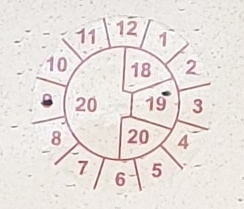
Bollino incollato su una targa temporanea di transito

Lettere e cifre sono rosse su fondo bianco. Un'etichetta con la forma di un cerchio (il cui diametro misura 44 mm) è posizionata nel formato ridotto tra la sigla identificativa dell'area di immatricolazione e la serie alfanumerica, negli altri due formati tra la prima e la seconda cifra; al centro sono segnate le cifre indicanti l'anno e all'esterno quella/e indicante/i il mese della validità. Come in ogni targa temporanea, sul parabrezza non va incollato alcun adesivo. 
Fino a settembre 2002 lo stemma era rotondo e rosso con numeri gialli; le cifre indicanti l'anno erano di dimensioni più grandi di quelle attuali.

### Targhe prova per concessionari

#### Formato precedente
- X1 234B

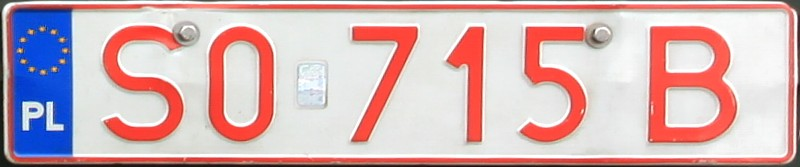
Targa prova per test drive con formato terminato l'11 luglio 2019

Queste targhe, anch'esse rosse su fondo bianco, sono state emesse fino all'11 luglio 2019. L'ultimo carattere era sempre una B, lettera iniziale di Badawcza, che in polacco sta per "test drive". Potevano essere utilizzate unicamente da concessionari, garagisti, industrie automobilistiche e laboratori di ricerca e sviluppo nel settore automobilistico.

#### Formato attuale
- X12 34P56

- X12 34P5A

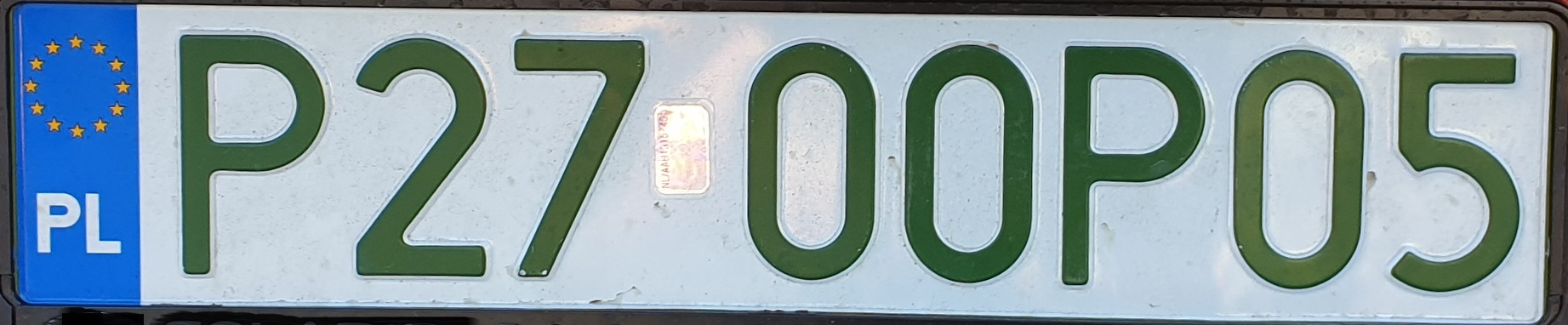
Targa prova per test drive del tipo introdotto l'11 luglio 2019

A partire dall'11 luglio 2019, i concessionari di veicoli nuovi possono richiedere targhe speciali con caratteri di colore verde scuro su fondo bianco appositamente per test drive. La prima lettera e il numero di due cifre a sinistra dell'ologramma identificano rispettivamente il voivodato e il distretto dov'è stato immatricolato il veicolo (vd. infra); la seconda lettera è sempre una P, iniziale di próbna (in polacco "prova").
Queste targhe sono emesse esclusivamente per l'azienda stessa e non per una vettura specifica, il che significa che possono essere apposte su più veicoli contemporaneamente. Vengono rilasciate solo ai venditori di automobili e possono essere guidate unicamente dal proprietario della concessionaria, dai suoi dipendenti o clienti, purché questi siano affiancati dal titolare o da un suo dipendente.

## Voivodati, sigle automobilistiche e distretti o città
I codici alfanumerici in tabella sono quelli utilizzati nelle sole targhe prova professionali, rilasciate da concessionari o titolari di autofficine. Le sigle tra parentesi devono ancora essere emesse, quelle in grassetto e corsivo sono riservate ai veicoli storici. 
| Voivodato della Bassa Slesia Dolnośląskie | Voivodato della Cuiavia-Pomerania Kujawsko-Pomorskie | Voivodato di Łódź Łódzkie | Voivodato di Lublino Lubelskie |
| --- | --- | --- | --- |
| DB, D03 - Wałbrzych città DBA, D25 - Wałbrzych distretto DBL, D05 - Bolesławiec DDZ, D06 - Dzierżoniów DGL, D07 - Głogów DGR, D08 - Góra DJ, D01 - Jelenia Góra città DJA, D09 - Jawor DJE, D10 - Jelenia Góra distretto DKA, D11 - Kamienna Góra DKL, D12 - Kłodzko DL, D02 - Legnica città DLB, D14 - Lubań DLE, D13 - Legnica distretto DLU, D15 - Lubin DLW, D16 - Lwówek Śląski DMI, D17 - Milicz DOA, D19 - Oława DOL, D18 - Oleśnica DPL, D20 - Polkowice DSR, D22 - Środa Śląska DST, D21 - Strzelin DSW, D23 - Świdnica DTR, D24 - Trzebnica DW, DX, (VW), D04 - Breslavia / Wrocław città DWL, D26 - Wołów DWR, VWR, D27 - Breslavia / Wrocław distretto DZA, D28 - Ząbkowice Śląskie DZG, D29 - Zgorzelec DZL, D30 - Złotoryja | CAL, C05 - Aleksandrów Kujawski CB, C01 - Bydgoszcz città CBR, C06 - Brodnica CBY, C07 - Bydgoszcz distretto CCH, C08 - Chełmno CG, C02 - Grudziądz città CGD, C09 - Golub-Dobrzyń CGR, C10 - Grudziądz distretto CIN, C11 - Inowrocław CLI, C12 - Lipno CMG, C13 - Mogilno CNA, C14 - Nakło CRA, C15 - Radziejów CRY, C16 - Rypin CSE, C17 - Sępólno CSW, C18 - Świecie CT, C03 - Toruń città CTR, C19 - Toruń distretto CTU, C20 - Tuchola CW, C04 - Włocławek città CWA, C21 - Wabrzezno CWL, C22 - Włocławek distretto CZN, C23 - Żnin                      | EBE, E05 - Bełchatów EBR, E04 - Brzeziny EKU, E06 - Kutno EL, ED, E01 - Łódź ELA, E07 - Łask ELC, E09 - Łowicz ELE, E08 - Łęczyca ELW, E10 - Łódź Wschód (Distretto di Łódź Est) EOP, E11 - Opoczno EP, E02 - Piotrków Trybunalski città EPA, E12 - Pabianice EPD, E15 - Poddebice EPI, E14 - Piotrków distretto EPJ, E13 - Pajeczno ERA, E16 - Radomsko ERW, E17 - Rawa ES, E03 - Skierniewice città ESI, E18 - Sieradz ESK, E19 - Skierniewice distretto ETM, E20 - Tomaszów Mazowiecki EWE, E22 - Wieruszów EWI, E21 - Wieluń EZD, E23 - Zduńska Wola EZG, E24 - Zgierz | LB, L01 - Biała Podlaska città LBI, L05 - Biała Podlaska distretto LBL, L06 - Bilgoraj LC, L02 - Chełm città LCH, L07 - Chełm distretto LHR, L08 - Hrubieszów LJA, L09 - Janów Lubelski LKR, L11 - Kraśnik LKS, L10 - Krasnystaw LLB, L12 - Lubartów LLE, L14 - Łęczna LLU, L15 - Łuków LOP, L16 - Opole Lubelskie LPA, L17 - Parczew LPU, L18 - Puławy LRA, L19 - Radzyń LRY, L20 - Ryki LSW, L21 - Świdnik LTM, L22 - Tomaszów Lubelski LU, L03 - Lublino / Lublin città LUB, L13 - Lublino / Lublin distretto LWL, L23 - Włodawa LZ, L04 - Zamość città LZA, L24 - Zamość distretto |
| Voivodato di Lubusz Lubuskie | Voivodato della Piccola Polonia Małopolskie | Voivodato della Masovia Mazowieckie | Voivodato di Opole Opolskie |
| FG, F01 - Gorzów Wielkopolski città FGW, F03 - Gorzów distretto FKR, F04 - Krosno Odrzańskie FMI, F05 - Międzyrzecz FNW, F06 - Nowa Sól FSD, F08 - Strzelce-Drezdenko FSL, F07 - Słubice FSU, F09 - Sulęcin FSW, F10 - Świebodzin FZ, F02 - Zielona Góra città FZA, F14 - Żary FWS, F11 - Wschowa FZG, F13 - Żagań FZI, F12 - Zielona Góra distretto | KBC, (KBA), K04 - Bochnia KBR, K05 - Brzesko KCH, K06 - Chrzanów KDA, K07 - Dąbrowa KGR, K08 - Gorlice KLI, K10 - Limanowa KMI, K11 - Miechów KMY, K12 - Myślenice KN, K02 - Nowy Sącz città KNS, K13 - Nowy Sącz distretto KNT, K14 - Nowy Targ KOL, K15 - Olkusz KOS, K16 - Oświęcim KPR, K17 - Proszowice KR, KK, (JR), K01 - Cracovia / Kraków città KRA, KRK, K09 - Cracovia / Kraków distretto KSU, K18 - Sucha KT, K03 - Tarnów città KTA, K19 - Tarnów distretto KTT, K20 - Tatra / Tatry (capoluogo Zakopane) KWA, K21 - Wadowice KWI, K22 - Wieliczka | W37–W54 - codici per targhe prova di Varsavia / Warszawa città WA - Varsavia-Białołęka WB - Varsavia-Bemowo WBR, W05 - Białobrzegi WCI, W06 - Ciechanów WD - Varsavia-Bielany WE, AE - Varsavia-Mokotów WF - Varsavia-Praga Południe WG, W07 - Garwolin WGM, W09 - Grodzisk Mazowiecki WGR, W10 - Grójec WGS, W08 - Gostynin WH - Varsavia-Praga Północ WI - Varsavia-Śródmieście (V. Centro) WJ - Varsavia-Targówek WK - Varsavia-Ursus WKZ, W11 - Kozienice WL, W12 - Legionowo WLI, W13 - Lipsko WLS, W14 - Łosice WM, W16 - Mińsk WMA, W15 - Maków WML, W17 - Mława WN - Varsavia-Ursynów WND, W18 - Nowy Dwór Mazowiecki WO, W01 - Ostrołęka città WOR, W20 - Ostrów Mazowiecka WOS, W19 - Ostrołęka distretto WOT, W21 - Otwock WP, W02 - Płock città WPI, WPW, (WPX), W22 - Piaseczno WPL, W23 - Płock distretto WPN, W24 - Płońsk WPR, WPP, (WPS), W25–W27 - Pruszków WPU, W30 - Pułtusk WPY, W29 - Przysucha WPZ, W28 - Przasnysz WR, W03 - Radom città WRA, W31 - Radom distretto WS, W04 - Siedlce città WSC, W34 - Sochaczew WSE, W33 - Sierpc WSI, W32 - Siedlce distretto WSK, W35 - Sokołów WSZ, W36 - Szydłowiec WT - Varsavia-Wawer WU - Varsavia-Ochota WW 0000A, WW 0000C, WW 0000E, WW 0000X, WW 0000Y - Varsavia-Rembertów WW 0000F, WW 0000G, WW 0000H, WW 0000J, WW 0000W - Varsavia-Wilanów WW 0000K, WW 0000L, WW 0000M, WW 0000N, WW 0000V, WW 0000R, WW 0000S - Varsavia-Włochy WW 000SA, WW 000WA, WW 000XA - Varsavia-Włochy WWE, W56 - Węgrów WWL, WV, W57–W58 - Wołomin WWY, W59 - Wyszków WX - Varsavia-Żoliborz WX 000Y, WX 000X - Varsavia-Wesoła WY - Varsavia-Wola WZ, W55 - Varsavia Ovest / Warszawa Zachodnia WZU, W60 - Żuromin WZW, W61 - Zwoleń WZY, W62 - Żyrardów | OB, O02 - Brzeg OGL, O03 - Głubczyce OK, O04 - Kędzierzyn-Koźle OKL, O05 - Kluczbork OKR, O06 - Krapkowice ONA, O07 - Namysłów ONY, O08 - Nysa OOL, O09 - Olesno OP, O01 - Opole città OPO, O10 - Opole distretto OPR, O11 - Prudnik OST, O12 - Strzelce |
| Voivodato della Precarpazia Podkarpackie | Voivodato della Podlachia Podlaskie | Voivodato della Pomerania Pomorskie | Voivodato della Slesia Śląskie |
| RBI, R05 - Bieszczady RBR, R06 - Brzozów RDE, R07 - Dębica RJA, R08 - Jarosław RJS, R09 - Jasło RK, R01 - Krosno città RKL, R10 - Kolbuszowa RKR, R11 - Krosno distretto RLA, R15 - Łańcut RLE, R13 - Leżajsk RLS, R12 - Lesko RLU, R14 - Lubaczów RMI, R16 - Mielec RNI, R17 - Nisko RP, R02 - Przemyśl città RPR, R18 - Przemyśl distretto RPZ, R19 - Przeworsk RRS, R20 - Distretto di Ropczyce-Sędziszów RSA, R22 - Sanok RSR, R24 - Strzyżów RST, R23 - Stalowa Wola RT, R04 - Tarnobrzeg città RTA, R25 - Tarnobrzeg distretto RZ, (YZ), R03 - Rzeszów città RZE, (RZZ), (RZR), R21 - Rzeszów distretto | BAU, B04 - Augustów BBI, B06 - Bielsk BGR, B07 - Grajewo BHA, B08 - Hajnówka BI, B01 - Białystok città BIA, (BIB), B05 - Białystok distretto BKL, B09 - Kolno BL, B02 - Łomża città BLM, B10 - Łomża distretto BMN, B11 - Monki BS, B03 - Suwałki città BSE, B12 - Sejny BSI, B13 - Siemiatycze BSK, B14 - Sokółka BSU, B15 - Suwałki distretto BWM, B16 - Wysokie Mazowieckie BZA, B17 - Zambrów | GA, G02 - Gdynia GBY, G05 - Bytów GCH, G06 - Chojnice GCZ, G07 - Człuchów GD, (XD), G01 - Danzica / Gdańsk città GDA, G08 - Danzica / Gdańsk distretto (capoluogo Pruszcz Gdański) GKA, GKY, (GKZ), G09 - Kartuzy GKS, G10 - Kościerzyna GKW, G11 - Kwidzyn GLE, G12 - Lębork GMB, G13 - Malbork GND, G14 - Nowy Dwór Gdański GPU, G15 - Puck GS, G03 - Słupsk città GSL, G16 - Słupsk distretto GSP, G04 - Sopot GST, G17 - Starogard GSZ, G18 - Sztum GTC, G19 - Tczew GWE, GWO, G20 - Wejherowo | SB, S01 - Bielsko-Biała città SBE, (SE), (SBN), S21 - Będzin SBI, S22 - Bielsko-Biała distretto SBL, S34 - Bieruń-Lędziny SC, S04 - Częstochowa città SCI, SCN, S23 - Cieszyn SCZ, S24 - Częstochowa distretto SD, S05 - Dąbrowa Górnicza SG, S06 - Gliwice città SGL, S25 - Gliwice distretto SH, S03 - Chorzów SI, S15 - Siemianowice Śląskie SJ, S08 - Jaworzno SJZ, S07 - Jastrzębie-Zdrój SK, (IK), S09 - Katowice SKL, S26 - Kłobuck SL, SRS, S12–S13 - Ruda Śląska SLU, S27 - Lubliniec SM, S10 - Mysłowice SMI, S28 - Mikołów SMY, S29 - Myszków SO, S16 - Sosnowiec SPI, S11 - Piekary Śląskie SPS, S30 - Pszczyna SR, S14 - Rybnik città SRB, S32 - Rybnik distretto SRC, S31 - Racibórz ST, S18 - Tychy (T. città fino al 2002) STA, S33 - Tarnowskie Góry STY (fino al 2002) - Tychy distretto, poi → SBL SW, S17 - Świętochłowice SWD, (SWZ), S35 - Wodzisław Śląski SY, S02 - Bytom SZ, S19 - Zabrze SZA, S36 - Zawiercie SZO, S20 - Żory SZY, S37 - Żywiec |
| Voivodato della Santacroce Świętokrzyskie | Voivodato della Varmia-Masuria Warmińsko-Mazurskie | Voivodato della Grande Polonia Wielkopolskie | Voivodato della Pomerania Occidentale Zachodniopomorskie |
| TBU, T02 - Busko-Zdrój TJE, T03 - Jędrzejów TK, T01 - Kielce città TKA, T04 - Kazimierza TKI, T05 - Kielce distretto TKN, T06 - Końskie TLW, T14 - Włoszczowa TOP, T07 - Opatów TOS, T08 - Ostrowiec Świętokrzyski TPI, T09 - Pińczów TSA, T10 - Sandomierz TSK, T11 - Skarżysko-Kamienna TST, T12 - Starachowice TSZ, T13 - Staszów | NBA, N03 - Bartoszyce NBR, N04 - Braniewo NDZ, N05 - Działdowo NE, N01 - Elbląg città NEB, N06 - Elbląg distretto NEL, N07 - Ełk NGI, N08 - Giżycko NGO, N16 - Gołdap NIL, N09 - Iława NKE, N10 - Kętrzyn NLI, N11 - Lidzbark Warmiński NMR, N12 - Mrągowo NNI, N13 - Nidzica NNM, N14 - Nowe Miasto Lubawskie NO, N02 - Olsztyn città NOE, N15 - Olecko NOG (fino al 2011) - Olecko-Gołdap NOL, N17 - Olsztyn distretto NOS, N18 - Ostróda NPI, N19 - Pisz NSZ, N20 - Szczytno NWE, N21 - Węgorzewo                                                            | PCH, P07 - Chodzież PCT, P08 - Czarnków-Trzcianka PGN, P09 - Gniezno PGO, P11 - Grodzisk Wielkopolski PGS, P10 - Gostyń PJA, P12 - Jarocin PK, (PA), P01 - Kalisz città PKA, P13 - Kalisz distretto PKE, P14 - Kępno PKL, P15 - Koło PKN, P16 - Konin distretto PKO, PN, P02–P03 - Konin città PKR, P18 - Krotoszyn PKS, P17 - Kościan PL, P04 - Leszno città PLE, P19 - Leszno distretto PMI, P20 - Międzychód PNT, P21 - Nowy Tomyśl PO, PY, (MO), P05–P06 - Poznań città POB, P22 - Oborniki POS, P23 - Ostrów Wielkopolski POT, P24 - Ostrzeszów PP, P25 - Piła PPL, P26 - Pleszew PRA, P29 - Rawicz PSE, P33 - Śrem PSL, P30 - Słupca PSR, P32 - Środa Wielkopolska PSZ, P31 - Szamotuły PTU, P34 - Turek PWA, P35 - Wągrowiec PWL, P36 - Wolsztyn PWR, P37 - Września PZ, POZ, P27–P28 - Poznań distretto PZL, P38 - Złotów | ZBI, Z04 - Białogard ZCH, Z05 - Choszczno ZDR, Z06 - Drawsko Pomorskie ZGL, Z07 - Goleniów ZGR, Z09 - Gryfino ZGY, Z08 - Gryfice ZK, Z01 - Koszalin città ZKA, Z10 - Kamień Pomorski ZKL, Z11 - Kołobrzeg ZKO, Z12 - Koszalin distretto ZLO, Z13 - Łobez ZMY, Z14 - Myślibórz ZPL, Z15 - Police ZPY, Z16 - Pyrzyce ZS, (ZZ), Z02 - Stettino / Szczecin ZSD, Z20 - Świdwin ZSL, Z17 - Sławno ZST, Z18 - Stargard Szczeciński ZSW, Z03 - Świnoujście ZSZ, Z19 - Szczecinek ZWA, Z21 - Wałcz |

## Nuovi codici provinciali per targhe di dimensioni ridotte, provvisorie e personalizzate

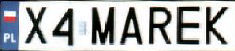
Targa personalizzata con il codice "X" in testa alla serie alfanumerica, dal 2022 identificativo del voivodato della Pomerania

Nel 2022 il Ministero delle Infrastrutture ha emesso una direttiva in base alla quale sono stati introdotti i seguenti codici aggiuntivi da utilizzare nelle targhe di dimensioni ridotte, provvisorie e personalizzate dei voivodati sotto elencati:
- A per la Masovia (originariamente W)
- I per la Slesia (originariamente S)
- J per la Piccola Polonia (originariamente K)
- M per la Grande Polonia (originariamente P)
- V per la Bassa Slesia (originariamente D)
- X per la Pomerania (originariamente G)
- Y per la Precarpazia (originariamente R)

## Sigle utilizzate nelle targhe ministeriali e dei Corpi d'armata

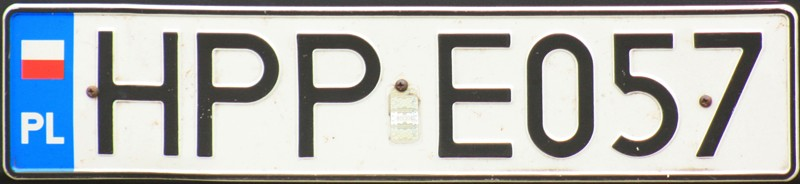
Targa di un'autovettura della Polizia (vecchio formato con bandiera nazionale)

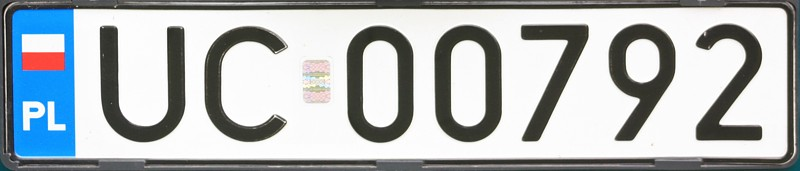
Targa d'immatricolazione di un furgone dell'Esercito (formato 2000–2006)

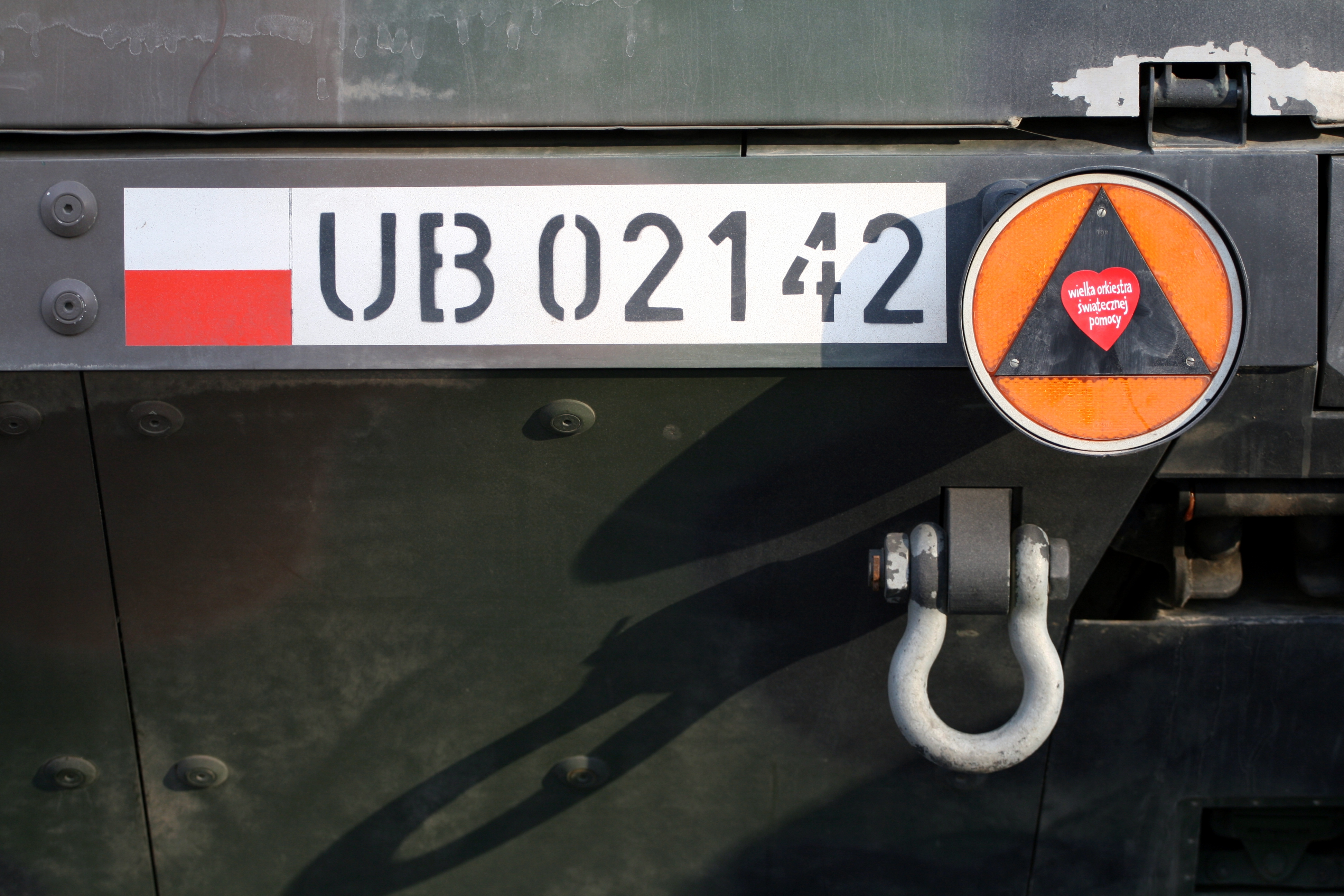
Targa dipinta sul retro di un veicolo trasporto truppe

| Sigla (x = lettera seriale) | Istituzione                                                               |
| --------------------------- | ------------------------------------------------------------------------- |
| HAx                         | Ufficio Centrale Anticorruzione                                           |
| HBx                         | Forze addette alla difesa del Governo                                     |
| HCL                         | Servizio doganale e fiscale                                               |
| HKx                         | Agenzia per la sicurezza interna e Agenzia di intelligence estera         |
| HMx                         | Servizio militare di controspionaggio e Servizio di intelligence militare |
| HPL                         | Polizia nazionale                                                         |
| HSL                         | Servizio di controllo fiscale                                             |
| HWx                         | Guardia di frontiera                                                      |
| UAx                         | Autovetture, veicoli privati fuoristrada o speciali dell'Esercito         |
| UBx                         | Veicoli trasporto truppe                                                  |
| UCx                         | Furgoni militari                                                          |
| UDx                         | Autobus militari                                                          |
| UEx                         | Autocarri militari                                                        |
| UGx                         | Fuoristrada militari                                                      |
| UIx                         | Rimorchi militari                                                         |
| UJx                         | Rimorchi militari speciali                                                |
| UKx                         | Motocicli dell'Esercito                                                   |
| ULx                         | Veicoli utilizzati durante le mobilitazioni                               |
| UA....T                     | Carri armati                                                              |
| UC....T                     | Veicoli da combattimento della fanteria                                   |
| UE....T                     | Veicoli di sicurezza tecnica                                              |
| UF....T                     | Veicoli lanciarazzi                                                       |
| UG....T                     | Veicoli gettaponte                                                        |
| UH....T                     | Veicoli a propulsione autonoma                                            |
| UI....T                     | Veicoli di ingegneria                                                     |
| UJ....T                     | Veicoli di evacuazione medica                                             |
| UL....T                     | Veicoli di comando                                                        |
| UN....T                     | Cannoni contraerei semoventi                                              |
| UR....T                     | Veicoli da ricognizione                                                   |

## Sistema in vigore dal 1976 al 2000

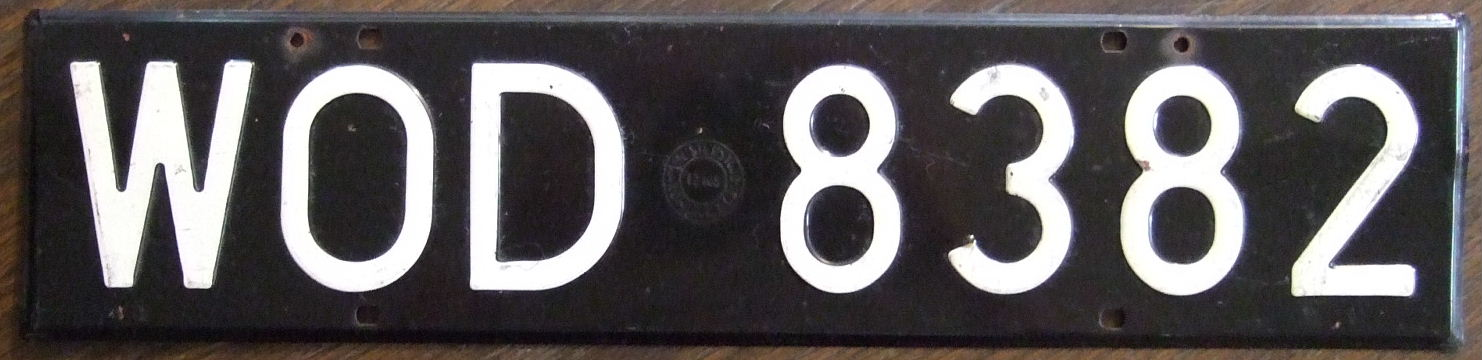
Formato su una linea con il sistema in uso dal 1º luglio 1976 al 30 aprile 2000

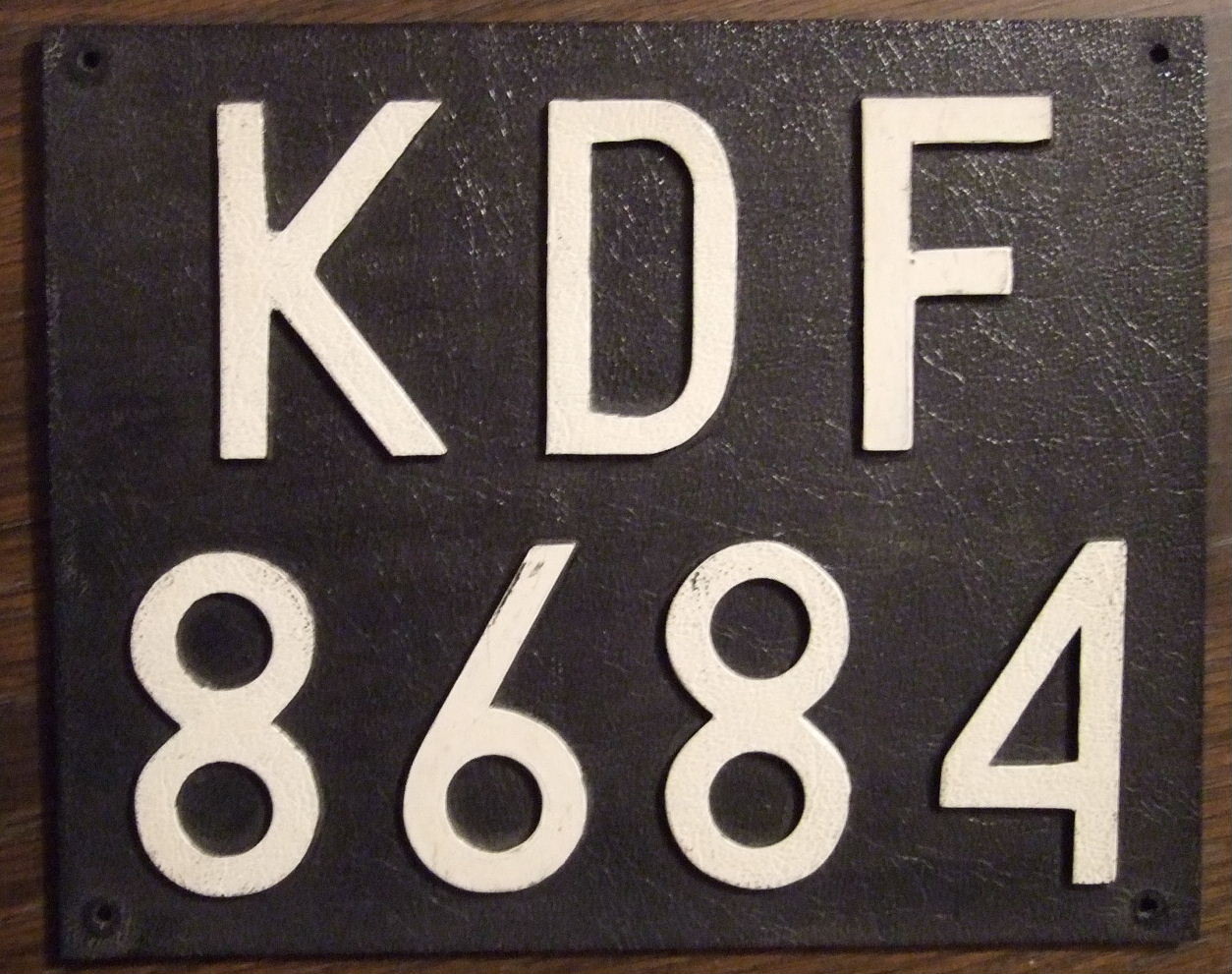
Targa su doppia linea del tipo cessato il 30/04/2000

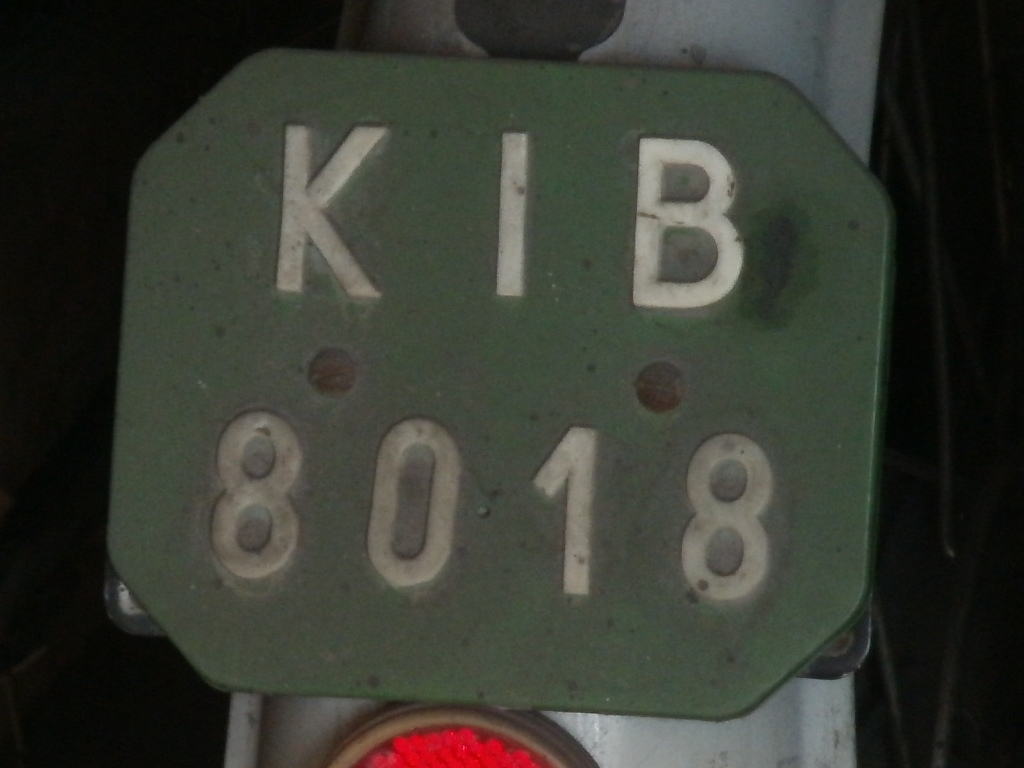
Targa di un ciclomotore immatricolato prima del 2000 nell'ex voivodato di Kielce

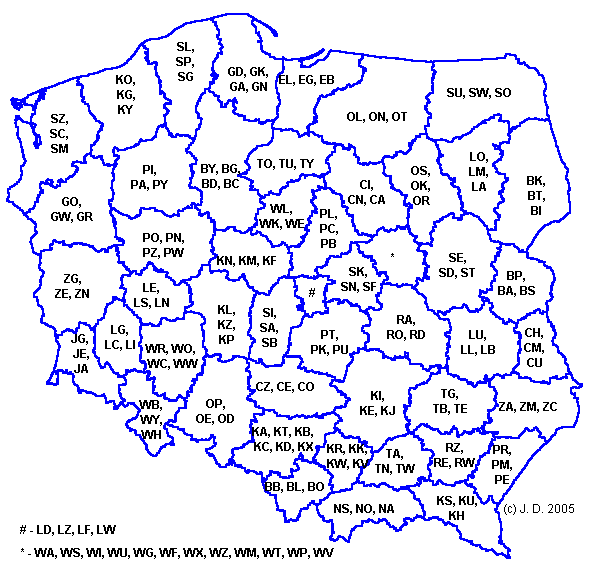
Suddivisione della Polonia in voivodati con relative sigle automobilistiche utilizzate dal 1º luglio 1976 al 30 aprile 2000

Dal 1º luglio 1976 al 30 aprile 2000 le targhe ordinarie, su unica o doppia linea, avevano caratteri bianchi su fondo nero ed erano composte da tre lettere – le prime due identificavano la zona di immatricolazione – seguite da uno spazio e un numero di quattro cifre. Nei voivodati che avevano esaurito tutte le combinazioni numeriche possibili (arrivando a 9999), dal 1996 alla serie del tipo KAV 1234 ne subentrò una formata da tre cifre e una lettera, del tipo KAV 123A.
Le targhe dei motocicli e dei ciclomotori (queste ultime vennero introdotte nel 1983 ed erano verdi con caratteri bianchi) avevano dimensioni uguali a quelle attuali: rispettivamente 190 × 150 mm e 140 × 114 mm; le tre lettere erano posizionate sulla linea superiore, le quattro cifre su quella inferiore. 
Nel seguente elenco le sigle automobilistiche effettivamente emesse sono scritte in grassetto, sono invece riportati in corsivo i codici che sarebbero subentrati una volta esaurite tutte le combinazioni degli altri in uso nello stesso voivodato.
- Voivodato di Biała Podlaska: BP, BA, BS
- Voivodato di Białystok: BK, BT, BI
- Voivodato di Bielsko-Biała: BB, BL, BO
- Voivodato di Breslavia / Wrocław: WR, WO, WC, WW
- Voivodato di Bydgoszcz: BY, BG, BD, BC
- Voivodato di Chełm: CH, CM, CU
- Voivodato di Ciechanów: CI, CN, CA
- Voivodato di Cracovia / Kraków: KR, KK, KW, KV
- Voivodato di Częstochowa: CZ, CE, CO
- Voivodato di Danzica / Gdańsk: GD, GK, GA, GN
- Voivodato di Elbląg: EL, EG, EB
- Voivodato di Gorzów: GO, GW, GR
- Voivodato di Jelenia Góra: JG, JE, JA
- Voivodato di Kalisz: KL, KZ, KP
- Voivodato di Katowice: KA, KT, KB, KC, KD, KX
- Voivodato di Kielce: KI, KE, KJ
- Voivodato di Konin: KN, KM, KF
- Voivodato di Koszalin: KO, KG, KY
- Voivodato di Krosno: KS, KU, KH
- Voivodato di Legnica: LG, LC, LI
- Voivodato di Leszno: LE, LS, LN
- Voivodato di Łódź: LD, LZ, LF, LW
- Voivodato di Łomża: LO, LM, LA
- Voivodato di Lublino / Lublin: LU, LL, LB
- Voivodato di Nowy Sącz: NS, NO, NA
- Voivodato di Olsztyn: OL, ON, OT
- Voivodato di Opole: OP, OE, OD
- Voivodato di Ostrołęka: OS, OK, OR
- Voivodato di Piła: PI, PA, PY
- Voivodato di Piotrków: PT, PK, PU
- Voivodato di Płock: PL, PB, PC
- Voivodato di Poznań: PO, PN, PZ, PW
- Voivodato di Przemyśl: PR, PM, PE
- Voivodato di Radom: RA, RO, RD
- Voivodato di Rzeszów: RZ, RE, RW
- Voivodato di Siedlce: SE, SD, ST
- Voivodato di Sieradz: SI, SA, SB
- Voivodato di Skierniewice: SK, SN, SF
- Voivodato di Słupsk: SL, SP, SG
- Voivodato di Stettino / Szczecin: SZ, SC, SM
- Voivodato di Suwałki: SU, SW, SO
- Voivodato di Tarnobrzeg: TG, TB, TE
- Voivodato di Tarnów: TA, TN, TW
- Voivodato di Toruń: TO, TU, TY
- Voivodato di Varsavia / Warszawa: WA, WS, WI, WU, WG, WF, WX, WZ, WT, WP, WM, WV
- Voivodato di Wałbrzych: WB, WY, WH
- Voivodato di Włocławek: WL, WK, WE
- Voivodato di Zamość: ZA, ZM, ZC
- Voivodato di Zielona Góra: ZG, ZE, ZN

### Sigle speciali

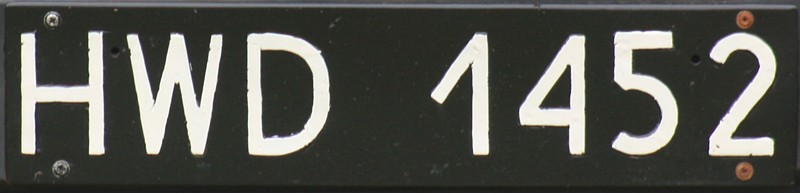
Targa di un veicolo in dotazione alla Guardia di frontiera (1976–2000)

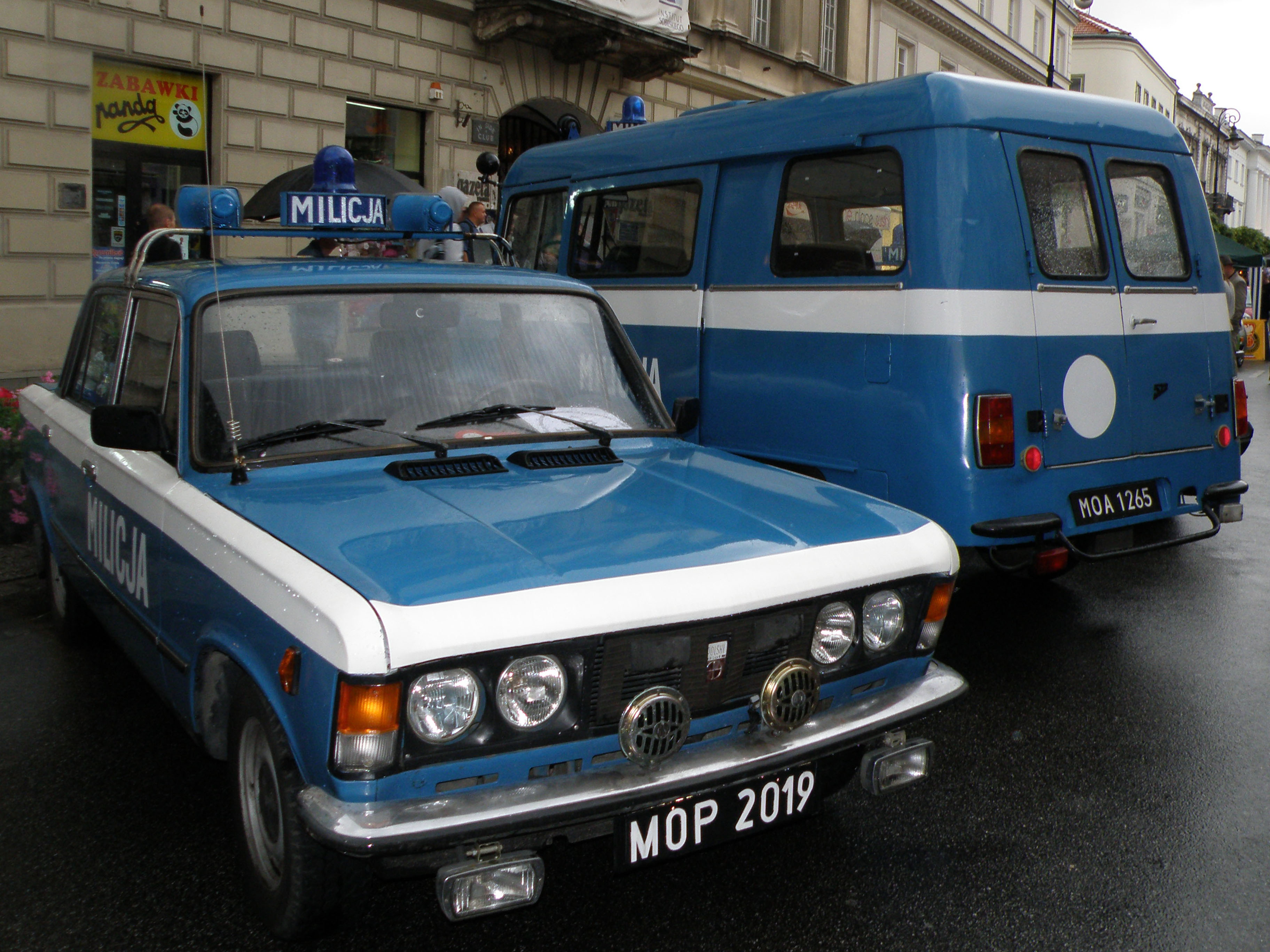
Una Polski Fiat 125p e una ZSD Nysa 522 RSD con le lettere "MO(X)" identificative della Milizia Civica

- A 0 – Z 9 (giallo su nero): targa provvisoria utilizzata anche per veicoli da esportare, vd. infra l'elenco dei codici alfanumerici
- HNx (bianco su nero): Forze armate con mansioni di difesa del Governo[16]
- HWx (bianco su nero): Milizia di difesa del confine (fino al 1991), Guardia di frontiera (Straż Graniczna, dal 1991)
- I + sigla del voivodato (bianco su verde): targa per veicoli noleggiati da stranieri
- MOx (bianco su nero): Milizia Civica (Milicja Obywatelska, fino al 1990), Polizia nazionale (Policja, dal 1990)
- Uxx (bianco su nero): Esercito della Repubblica Polacca (Ludowe Wojsko Polskie)
- WA (bianco su blu o azzurro): targa diplomatica[17]
- X + sigla del voivodato (bianco su rosso): targa provvisoria professionale per veicoli in prova

### Codici alfanumerici presenti nelle targhe provvisorie e voivodati associati

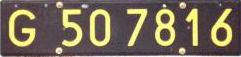
Targa provvisoria immatricolata nell'ex voivodato di Katowice

| Codici alfanumerici | Voivodato     | Codici alfanumerici | Voivodato             | Codici alfanumerici | Voivodato    |
| ------------------- | ------------- | ------------------- | --------------------- | ------------------- | ------------ |
| A 0–A 4             | Varsavia      | A 5–A 9             | Biała Podlaska        | B 0–B 4             | Białystok    |
| B 5–B 9             | Bielsko-Biała | C 0–C 4             | Bydgoszcz             | C 5–C 9             | Chełm        |
| D 0–D 4             | Ciechanów     | D 5–D 9             | Częstochowa           | E 0–E 4             | Elbląg       |
| E 5–E 9             | Danzica       | F 0–F 4             | Gorzów Wielkopolski   | F 5–F 9             | Jelenia Góra |
| G 0–G 4             | Kalisz        | G 5–G 9             | Katowice              | H 0–H 4             | Kielce       |
| H 5–H 9             | Konin         | I 0–I 4             | Koszalin              | I 5–I 9             | Cracovia     |
| J 0–J 4             | Krosno        | J 5–J 9             | Legnica               | K 0–K 4             | Leszno       |
| K 5–K 9             | Lublino       | L 0–L 4             | Łomża                 | L 5–L 9             | Łódź         |
| M 0–M 4             | Nowy Sącz     | M 5–M 9             | Olsztyn               | N 0–N 4             | Opole        |
| N 5–N 9             | Ostrołęka     | O 0–O 4             | Piła                  | O 5–O 9             | Piotrków     |
| P 0–P 4             | Płock         | P 5–P 9             | Poznań                | R 0–R 4             | Przemyśl     |
| R 5–R 9             | Radom         | S 0–S 4             | Rzeszów               | S 5–S 9             | Siedlce      |
| T 0–T 4             | Sieradz       | T 5–T 9             | Skierniewice          | U 0–U 4             | Słupsk       |
| U 5–U 9             | Suwałki       | V 0–V 4             | Stettino              | V 5–V 9             | Tarnobrzeg   |
| W 0–W 4             | Tarnów        | W 5–W 9             | Toruń                 | X 0–X 4             | Wałbrzych    |
| X 5–X 9             | Włocławek     | Y 0–Y 4             | Breslavia (Wrocław)   | Y 5–Y 9             | Zamość       |
| Z 0–Z 4             | Zielona Góra  | Z 5–Z 9             | codici non utilizzati |                     |              |

## Sistema in vigore dal 1956 al 1976

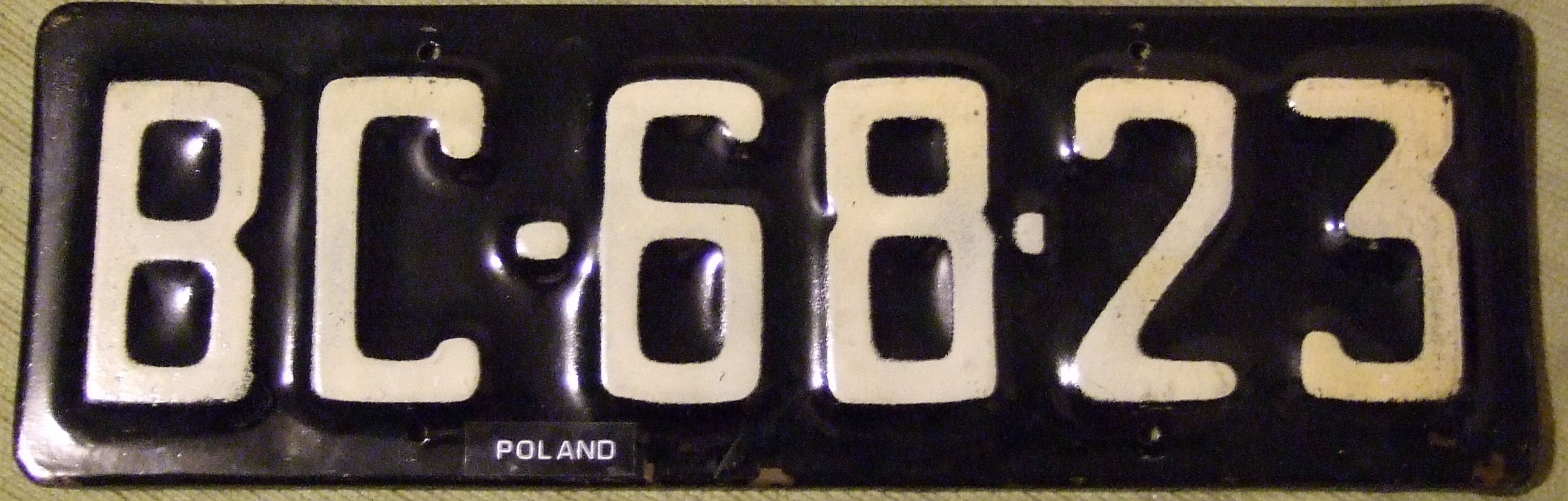
Formato standard utilizzato dal 19/06/1956 al 30/06/1976 (C = città di Bydgoszcz, B = voivodato di Bydgoszcz)

Dal 19 giugno 1956 al 30 giugno 1976 le targhe polacche erano di norma nere con caratteri bianchi; il formato su un'unica riga misurava 375 × 120 mm, quello su doppia linea (introdotto nel 1964) 290 × 230 mm. La serie constava di due lettere, un trattino e due gruppi di due cifre separati da un trattino più corto. A partire dal 13 maggio 1964 le lettere potevano essere posizionate dopo le cifre. 
Dal 1º luglio dello stesso anno la serie dei rimorchi era composta da un'unica lettera e un numero di cinque cifre anziché quattro. 
La parte alfabetica che precedeva la numerazione aveva il seguente significato:
- prima lettera: indicava il voivodato o (solo in due casi) grande città;
- seconda lettera: indicava il distretto (in polacco powiat) o città.

Le targhe diplomatiche, introdotte nel 1964, si distinguevano per i caratteri gialli su fondo nero e le lettere fisse WZ; il secondo numero di due cifre identificava il Paese della rappresentanza o l'organizzazione internazionale a cui era intestato il veicolo. 
Le vetture di proprietari residenti all'estero avevano sempre la Z come seconda lettera. Le targhe d'immatricolazione provvisorie erano riconoscibili per i caratteri rossi su fondo bianco; il codice del voivodato era seguito dalle lettere PR, che stavano per Próba. Il numero di tre cifre poteva essere anteposto o posposto alle lettere.

### Lettere iniziali e relative aree di immatricolazione
- A - Voivodato di Białystok
- B - Voivodato di Bydgoszcz
- C - Voivodato di Kielce
- E - Voivodato di Koszalin
- F - Voivodato di Łódź
- G - Voivodato di Gdańsk
- H - Voivodato di Opole
- I - Città di Łódź
- K - Voivodato di Cracovia
- L - Voivodato di Lublino

- M - Voivodato di Stettino
- O - Voivodato di Olsztyn
- P - Voivodato di Poznań
- R - Voivodato di Rzeszów
- S - Voivodato di Katowice
- T - Voivodato di Varsavia
- W - Città di Varsavia
- X - Voivodato di Breslavia
- Z - Voivodato di Zielona Góra

### Lettere iniziali e Corpi d'armata corrispondenti
- D - Esercito (nelle autovetture)
- N - Milizia di difesa del confine

- U - Esercito (nelle categorie di veicoli diverse dalle autovetture)
- Y - Milizia Civica